# Стельмахово (Підляське воєводство)
Стельмахово (пол. Stelmachowo) — село в Польщі, у гміні Тикоцин Білостоцького повіту Підляського воєводства.
Населення — 240 осіб (2011).
У 1975—1998 роках село належало до Білостоцького воєводства.

## Демографія
Демографічна структура станом на 31 березня 2011 року:
|          | Загалом | Допрацездатний вік | Працездатний вік | Постпрацездатний вік |
| -------- | ------- | ------------------ | ---------------- | -------------------- |
| Чоловіки | 112     | 26                 | 71               | 15                   |
| Жінки    | 128     | 25                 | 67               | 36                   |
| Разом    | 240     | 51                 | 138              | 51                   |